# Farlowella martini

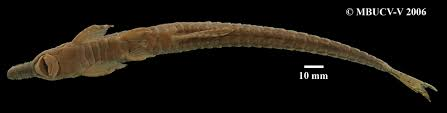
Phylum: Chordata
Clase: Actinopterygii
Orden: Siluriformes
Familia: Loricariidae
Género: Farlowella
Categoría: En Peligro

Aguja del Aroa (Farlowella martini) también denominado palito, aguja, Aroa twig catfish, Aroa stick catfish. Es una especie endémica de Venezuela. Se encuentra dentro de la categoría En Peligro según el libro Rojo de la Fauna Venezolana
Especie descrita con base en 14 ejemplares procedentes de los ríos Guarataro y Tupe, ambos afluentes del río  Aroa, en el estado Yaracuy, Venezuela. Es una especie herbívora restringida a hábitats litorales y frágiles, conformados especialmente por raíces y ramas sometidas a las corrientes de cauces hídricos con las cuales se mimetiza.

## Morfología
Los bagres del género Farlowella presentan formas muy peculiares. La especie se caracteriza por un cuerpo muy delgado, alargado y cilíndrico, semejante a una rama, que le ha valido el nombre común de «corroncho agujita», y que está cubierto con numerosas placas óseas laterales y una aleta dorsal situada muy atrás. De tamaño mediano, su talla usual oscila entre 10 y 20 cm de longitud. Su coloración presenta diferentes tonalidades de marrón, con franjas verticales oscuras e irregulares . Cuerpo y cabeza están salpicados de pequeñas manchas negras, al igual que todas las aletas.

## Hábitat
Este pez a pesar de ser poco común, tiene una distribución amplia, sobre todo en las planicies y desembocaduras al mar. Gracias a  las perturbaciones naturales y humanas otros organismos del mismo género (por ejemplo, Farlowella acus y Farlowella vittata), habitan sistemas vecinos en la cuenca del Caribe y se presume que han experimentado disminuciones de sus poblaciones debido al deterioro evidente de su hábitat. Según el Libro Rojo de la Fauna Venezolana esta especie se encuentra de la categoría En Peligro de extinción. A la que contribuye la susceptibilidad de su hábitat 